# 「みんなの意見」は案外正しい
『「みんなの意見」は案外正しい』（みんなのいけんはあんがいただしい）は2004年にジェームズ・スロウィッキーによって発売された本『The Wisdom of Crowds: Why the Many Are Smarter Than the Few and How Collective Wisdom Shapes Business, Economies, Societies and Nations（群衆の英知：なぜ多数は少数より賢いのか。群衆の英知はビジネス、経済、社会、国家においてどう表れるか）』の邦訳版である。

## 概要
集団において情報を寄せ集めることで、その集団が出す結論は集団の中の個人の誰が考えるよりもよい結論を導くことができるという考えが書かれている。本書では複数のケーススタディを示すとともに、逸話を用いて議論したり、初等的な社会学や心理学などいくつかの分野の観点から群衆の英知に触れている。
最初の話では、カウンティフェアでの群集による雄牛の体重予想をまとめた平均値が、正味の体重とほぼ一致したというフランシス・ゴルトンの驚きのエピソードである（平均値はどんな牛の専門家による予想値よりも誤差が少なかった）。
本書は伝統的に理解されてきた群集心理学だけでなく、個々の決断による意見の多様性にも触れる。伝統的群集心理学での定説では、独立した個々の意見を集約すると、その決断や予測は、個々（専門家であろうとも）よりも良いものになることが、多くの統計サンプリングから浮き出してくる類似点である。このことは統計的観点からの議論が、本書の中で持たれている。
本書のタイトルは1841年にチャールズ・マッケイによって出版された『Extraordinary Popular Delusions and the Madness of Crowds（邦題：狂気とバブル　――なぜ人は集団になると愚行に走るのか）』の改変である。

## 群衆の英知の類型
ジェームズ・スロウィッキーは個々の判断より集団での判断が優れる場面を3つの型に分類して説明した。
認識
考え、情報を処理すること。市場判断では専門家に任せるより早く、より信頼でき、政治的圧力も回避することができる
調整

協調
グループはどうやって信頼できるネットワークを、中心からの制御なしに、また外部からの規範の圧力なしに作れるか。このセクションではとくに自由市場に触れる。

## 群衆の英知を形成するための4つの条件
すべての集団が賢いわけではない。たとえばバブル市場では、狂っていたり統制のとれない投資家たちもいた。以下に並べる条件が、群衆の英知がよいものとなるために欠けない条件である。
意見の多様性
個々の人間はある事実に対して、固有の情報を持っているべきである。たとえ突飛なものだとしても。
独立性
個々の意見は周りに流されるものであってはいけない
分散化
個々は専門によって固有の知識を伸ばせる
集約
個々の意見を集団のものに統合するためのメカニズムがいくつかある
本書にもとづいて、Oinas-Kukkonenは以下八つの群衆の英知を見いだした。
- あるグループの中にいる人が、グループそのものとして振る舞うことができる
- いくらかのケースでは、集団全体は集団のなかの専門家より明らかに聡明で賢かった。
- 集団が聡明になるための三つの条件は多様性、独立性、分散化である
- もっともよい決断は、意見の不一致や論争などを経たものである
- 過剰なコミュニケーションは集団から聡明さを奪うことがある
- 情報の集約機能が必要とされる
- 適切な情報が適切な人に、適切な場所で、適切な時に、適切な方法で届けられる必要がある
- 専門家と競う必要はない

## 群衆の英知が機能しない条件
スロウィッキーは群衆の英知が駄目な判断をするケースも学んだ。集団の構成員が他人の意見を過剰に気にし、個々の考えを生まなくなった場合である。個々による決断や情報が妥当性を持たない場合、群集は一番賢い構成員の意見通りにしか振る舞わなくなる。
均一化
群集の中では多様性が重要である
中央集中
コロンビア号空中分解事故において、NASAのマネジメントの官僚的階層構造を非難した
分裂
アメリカのインテリジェンス・コミュニティーでは情報が他者間では閉じられていたため、９１１が防げなかった。アメリカ合衆国国家情報長官とCIAはその後、情報共有のためのネットワークIntellipediaを作った
模倣
「情報なだれ」。初期のいくらかの人の決断が、あとで決断をする人の意見に影響を与えることがある。
情動
周囲からの圧力、群本能、極端な例では集団ヒステリー。

## つながり
スロウィッキーは「独立した個人と賢い集団」、もしくは「過剰なつながり」という章で述べる。
「私たちはどのようにして独立性を失わないまま、情報なだれなしの交流ができるだろう」。
彼はこうすすめる。
- つながりは柔軟にしておけ
- 多様な情報源を自分自身で可能な限りあたれ
- 集団を階層構造をまたいで作れ

ティム・オライリーはグーグル、ウィキ、ブログ、Web2.0の成功を群衆の英知の文脈において言及した。